# 卡涅特河
卡涅特河（西班牙語：Río Cañete）是秘魯的河流，位於該國中部海岸，河道全長220公里，流域面積6,192平方公里，流經利馬大區，河口處在聖維森特德卡涅特。